# Арем-арем
Арем-Арем (індонез. arem-arem) - страва індонезійської кухні. Є щільною ковбаскою з рису або, значно рідше, з кукурудзи з начинкою, зварена в обгортці з бананового листя. Начинка може складатися як з одного, так і з декількох інгредієнтів. Найчастіше для неї використовуються рубані овочі, темпе, курятина або абон різних видів.
Кулінарний спеціалитет яванців. Є популярною стравою вуличної кухні, особливо на Центральній Яві.

## Походження та поширення
Варка рису в обгортці з бананового листя є одним з традиційних способів приготування цієї основної зернової культури Південно-Східної Азії на значній частині Малайського архіпелагу. В індонезійській кухні здавна існує кілька страв подібного типу, що розрізняються за формою, розміром та нюансам кулінарного процесу. Арем-арем по суті є модифікацією іншої, поширенішої індонезійської страви - лонтонга. На відміну від останнього, арем-арем містить начинку, через що його іноді називають «лонтонг з начинкою» (індонез. lontong isi)  .
Арем-арем є традиційним спеціалітетом яванської кухні. Ця страва широко відомо в столиці Індонезії - Джакарті, в провінціях Західна Ява та Центральна Ява . Серед яванців існує думка, що батьківщиною цієї страви є невелике центральнояванське місто Кебумен, з якого воно нібито з часом поширилося по всій Яві. У будь-якому випадку, в сучасному Кебумені Арем-арем виробляється з найрізноманітнішими начинками і є винятково популярним. Взагалі, ця страва займає досить вагоме місце в кулінарних традиціях мешканців всієї Центральної Яви, а також особливого округу Джок'якарта  .

## Приготування та різновиди
При безсумнівній схожості з лонтонгом арем-арем має певні відмінності від нього - не тільки за рахунок наявності начинки - і з кулінарної точки зору є складнішою стравою. Якщо лонтонг робиться переважно з клейкого рису, то для приготування арем-арему використовують переважно рис звичайних сортів. Крім того, арем-арем як правило має помітно меншу довжину - як правило, не більше 15 см і водночас може бути трохи товще лонтонга  .

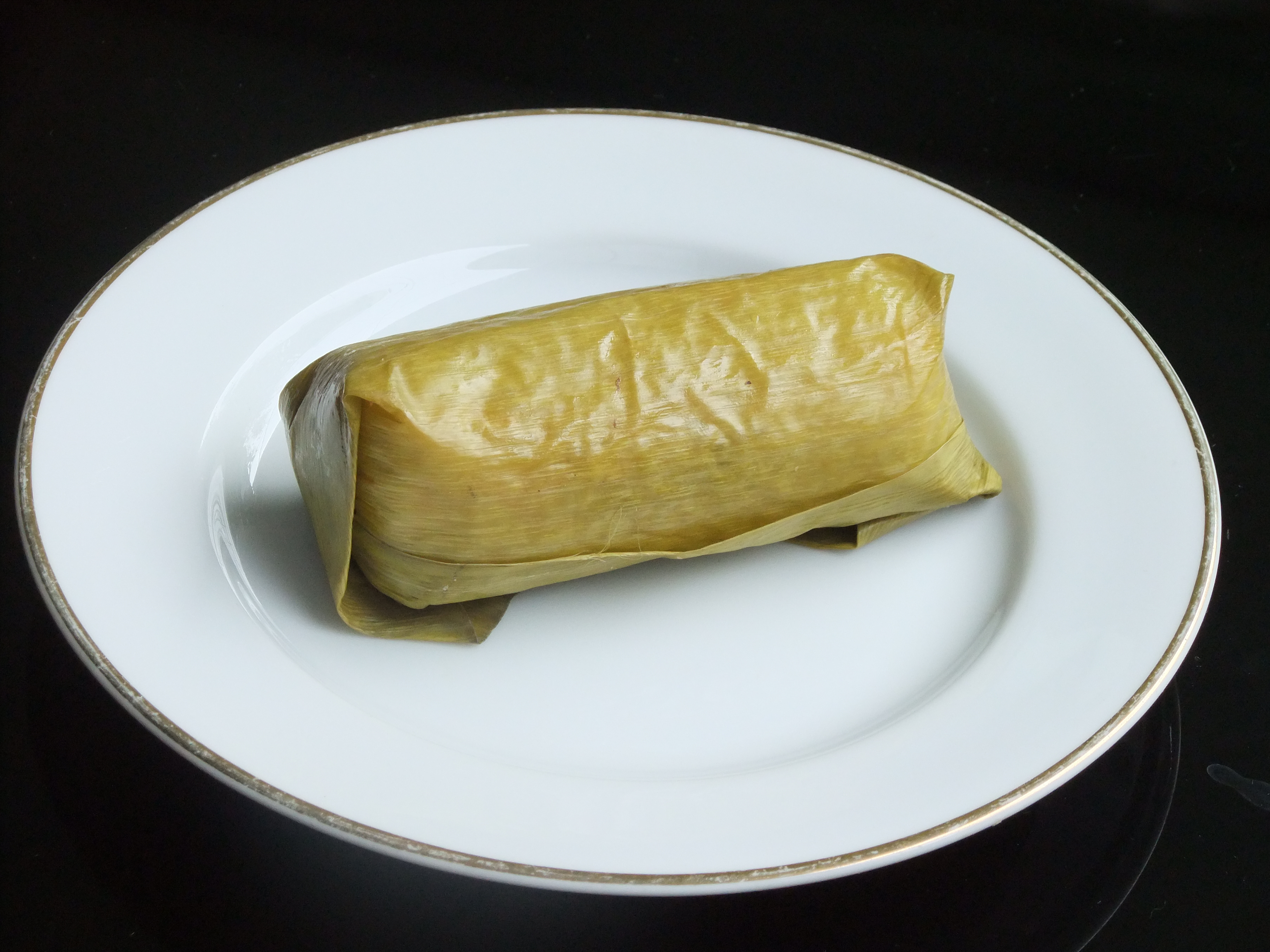
Готовий арем-арем

Рис, призначений для арем-арема, вариться зазвичай до напівготовності, рідше - до повної готовності. У воду при цьому нерідко додають кокосове молоко, а іноді - невелику кількість спецій. Варений рис поділяється на порції, кожна з яких розпластується на банановому листі. На середину кожної порції закладається начинка, після чого вони за допомогою бананового листя скручуються в довгасті ковбаски - подібно до того, як за допомогою бамбукової циновки скручуються японські роли. Зазвичай такі ковбаски мають досить правильну циліндричну форму, але іноді злегка сплющені по вертикалі. Після цього обгортки з бананового листя щільно закріплюються: традиційно для їх стяжки на Яві використовувалися пальмові волокна, проте наразі широко застосовуються натуральні або синтетичні нитки або мотузки , а також зубочистки та скріпки  .
Згортки арем-арем варяться на пару або, рідше, у воді. В останньому випадку вони іноді закладаються в спеціальні дірчасті контейнери циліндричної форми - металеві або пластикові - які дозволяють забезпечити рівнішу форму і стандартний розмір готових виробів .
Іноді замість рису для приготування цієї страви використовується кукурудза, а іноді - суміш рису і кукурудзи . У деяких рецептах до рису або кукурудзі додається тапіока. Існують також рецепти, які передбачають ліплення арем-арем з рисової або пшеничної локшини .
Різноманіття видів арем-арема полягає перш за все в начинці, яка може бути однокомпонентною, але частіше складається з декількох інгредієнтів. Для її приготування можуть використовуватися найрізноманітніші продукти, які дрібно нарізують і зазвичай обсмажують з неабиякою кількістю спецій та приправ, як правило, з додаванням кокосового молока або соєвого соусу. З продуктів рослинного походження найчастіше використовуються морква, ріпчаста і зелена цибуля, картопля, смердюча квасоля, овочевий перець, паростки бамбука та сої, банан, темпі, тофу, гриби. З продуктів тваринного походження як начинка для арем-арема найпопулярніша курятина, до якої зазвичай домішують якісь овочеві добавки. Дещо рідше використовується м'ясо, яйця, риба, морепродукти, а також різні види абона     .

## Подача та вживання
На Яві арем-арем часто подається за домашніми трапезами - особливо за сніданком, а також в ході святкових застіль   . При подачі до столу він зазвичай нарізається шматочками - іноді в розгорнутому вигляді, а іноді прямо в обгортці з пальмового листя, що надає йому певну схожість з японськими ролами. До арем-арему можуть подавати солоний або солодкий соєвий соус, перцева паста самбал або арахісовий соус . Крім того, цю страву, приготовлена в домашніх умовах, нерідко беруть з собою на роботу або в дорогу, чому сприяють його щільне пакування і зручна форма  .
При цьому чи не більшою популярністю він користується як вулична страва: його продають в придорожніх забігайлівках, на традиційних ринках, а також з візків вуличних торговців. У багатьох місцевостях Центральної Яви арем-арем служить звичним фаст-фудом, яким можна швидко перекусити стоячи, на ходу або в транспорті. Облатка з пальмового листа в цих випадках може розгортатися повністю і перетворюватися на подобу тарілки, а може лише відкриватися з одного кінця, перетворюючись на подобу ріжка, з якого виїдається вміст.